# Fortune (玉置成実の曲)
「Fortune」（フォーチュン）は、玉置成実の7枚目のシングル。2005年1月26日にソニー・ミュージックレコーズから発売された。

## 概要
表題曲は、初のゲーム主題歌。本作では初めてカップリング曲にもタイアップが付いた。

## 収録曲
1. Fortune
作詞：shungo.・藤末樹
作曲：藤末樹
編曲：齋藤真也
  - PS2用ソフト「ラジアータストーリーズ」テーマソング

河合夕子、川村ゆみがコーラス参加。
2. Everlasting
作詞・作曲：島崎貴光、編曲：中西亮輔
3. DreamerS
作詞：玉置成実
作曲：JamCrea
編曲：中西亮輔
  - 「NTTDoCoMo関西」TVCMソング
4. Fortune(instrumental)